# Lpg (brandstof)

Een veelgebruikt symbool voor lpg voor gebruik door auto's.

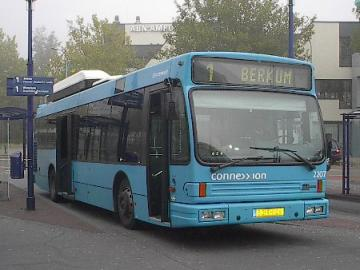
Zwolse Den Oudsten B96-stadsbus op lpg. Het gas zit opgeslagen in twee witte tanks op het dak.

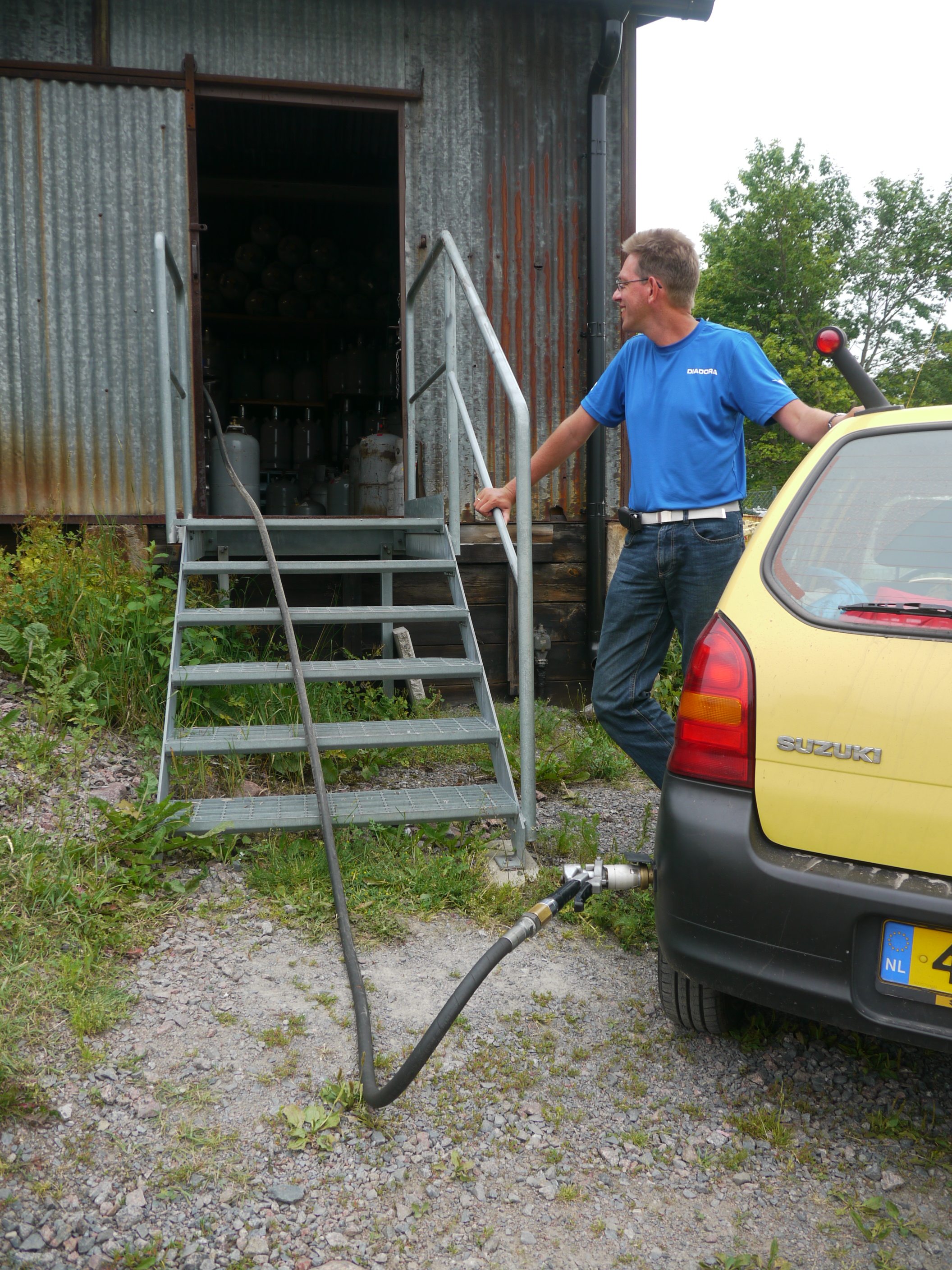
Terwijl lpg in Nederland en in België algemeen verkrijgbaar is bij tankstations, is het in Scandinavië zeer beperkt verkrijgbaar, niet bij tankstations maar bij gashandelaren op industrieterreinen.

Lpg staat voor liquefied petroleum gas. Lpg wordt ook wel 'autogas' genoemd, hoewel er ook andere gassen (met name aardgas en waterstofgas) gebruikt worden als autobrandstof.

## Samenstelling
Lpg is een geraffineerde fossiele brandstof die onder atmosferische druk gasvormig is, maar vloeibaar is gemaakt door het onder druk te brengen.
Het is een mengsel van propaan (C3H8) en butaan (C4H10). Afhankelijk van de gebruikelijke buitentemperatuur ter plaatse worden de twee gassen in een bepaalde verhouding gemengd. Propaan kookt vanaf −42 °C en butaan vanaf −0,6 °C. Bij hogere temperaturen wordt meer butaan gebruikt, terwijl bij lagere temperaturen meer propaan aan het mengsel wordt toegevoegd omdat butaan bij lage temperaturen niet genoeg verdampt.
Er wordt dan na de raffinage aan het reukloze mengsel van propaan en butaan een reukstof (mercaptaan) toegevoegd om eventuele lekkages beter te kunnen opmerken.

## Gebruik
Lpg wordt gebruikt als brandstof in mengselmotoren voor onder andere auto's, heftrucks en boten.
Mengsels van propaan en butaan worden ook gebruikt als drijfgas in spuitbussen. Door het kiezen van de verhouding tussen propaan en butaan, kan daarbij de gewenste dampdruk nauwkeurig worden ingesteld, alhoewel die afhankelijk blijft van de omgevingstemperatuur.
Ook kan er gekookt worden op lpg.

## Herkomst
Lpg ontstaat bij productie en behandeling van aardgas en aardolie en is dus een fossiele brandstof. Er bestaat ook bio-lpg, maar dit speelt (vooralsnog) geen rol van betekenis. Ongeveer 60% van de lpg wordt gewonnen uit gasvelden tegen 40% die vrijkomt als bijproduct uit raffinage van olie. Ook bij het vloeibaar maken van aardgas wordt de lpg van het gasmengsel gescheiden omdat het mengsel anders zou bevriezen.
In Nederland werd in 1955 lpg geïntroduceerd door Bessel-Kok (BK Gas).

## Lpg-installaties

### G1
Lpg-installaties van de eerste generatie (G1) bestonden uit een gastank ergens achter in het voertuig, soms in de plaats van de benzinetank, een leiding voor het vloeibare gas vanuit de tank naar het motorcompartiment, een verdamper en een mengstuk op of onder de carburateur.
In de verdamper verdampt lpg. Omdat daarvoor warmte nodig is c.q. warmte aan de omgeving onttrokken wordt, is de verdamper ook aangesloten op het koelsysteem van de motor, in dit geval om de verdamper te verwarmen. De verdamper regelt de druk van het gas aan de hand van de druk (deelvacuüm) in het inlaatspruitstuk. Het gas stroomt dan via een leiding naar een mengstuk voor of achter de carburateur, waar het met lucht de motor wordt ingezogen. Ditzelfde systeem werkt ook voor een motor met mechanische, drukgeregelde injectie.
In of ergens onder het dashboard zit een keuzeschakelaar ingebouwd waarmee de bestuurder lpg of benzine kan inschakelen. Deze schakelaar bedient twee elektromagnetische ventielen in de lpg- en benzineleidingen naar de motor.

### G2
Systeem van de tweede generatie (G2) kan een gasventurisysteem of een dampgasinjectiesysteem zijn. De gastoevoer wordt echter geregeld door middel van een computer. Hierdoor zijn deze systemen zuiniger en schoner dan een G1-systeem. De apparatuur kan gelijk zijn aan deze van de G3-installaties maar G2-systemen genieten niet het fiscale voordeel, omdat het voertuig niet aan de ECE94-12-emissie-eisen voldoet, of niet getest is bij een erkende keuringsinstantie.

### G3
De lpg-installaties van de derde generatie worden G3-installaties genoemd. Er bestaan verschillende soorten G3-installaties. Deze maken gebruik van de aansturingstijden voor de benzine-injectoren, berekend door een electronic control unit (boordcomputer). Deze tijden worden omgerekend naar stuurtijden voor de gasinjectoren. Hierdoor is er nauwelijks nog sprake van vermogensverlies, zoals bij oudere generaties het geval was. G3-installaties worden via de wegenbelasting gesubsidieerd. In Europa bestaan emissienormen die al schoner zijn, zoals bijv. Euro5 en Euro6.

### Sequentiële installaties
Sequentiële installaties hebben een eigen doseerventiel per cilinder. Deze moderne installaties hebben meestal geen eigen rekenmodule, maar rekenen het door de boordcomputer berekende kenveld om naar equivalente gasvolumes. Daarom is de ombouw en programmering eenvoudiger. Een multipointinjectiesysteem is echter een voorwaarde. Nieuwere auto's hadden al sinds halverwege jaren negentig deze technologie. Met deze installaties kon het Euro-On-board diagnostics (EOBD) gebruikt worden.

### VSI-installatie
VSI is de afkorting van vapour sequential injection, vrij vertaald "dampvormige sequentiële injectie". Het systeem werkt volledig geïntegreerd met het benzinemanagement van de motor, wat als voordeel heeft dat de EOBD-functie van de wagen niet beïnvloed wordt door het lpg-systeem. Door net zo als op benzine per cilinder de lpg te injecteren is er geen merkbaar verschil meer tussen het rijden op benzine of lpg.

### VSI-DI-installatie
De VSI-DI-installatie is een afgeleide van de VSI-installatie. VSI-DI is speciaal ontwikkeld voor auto's met een brandstofsysteem met directe injectie (DI-motor).

### LPI-installaties
LPI is de afkorting van liquid propane injection en betekent: injectie met vloeibare propaan. De sequentiële gasinjectie in vloeibare vorm kan gezien worden als de nieuwste generatie gassystemen (de zogenaamde vijfde generatie). Het grote voordeel van vloeibare injectie is de koelende werking van het verdampen van het gas in de cilinder. Zo ontstaat een betere vullingsgraad van de cilinders en daarmee een betere prestatie van de motor. Een nadeel is een iets hoger brandstofverbruik. Deze techniek was al aan het begin van de jaren negentig bekend.

### LPdi-installaties
Het zogenaamde LPdi-systeem (liquid propane direct injection) injecteert het lpg, net als bij de benzinemotor, direct in de cilinder. Het LPdi-systeem komt voor verschillende merken, motoren en directe inspuitingtechnologieën beschikbaar, waardoor nu meer nieuwe auto's technisch in aanmerking komen voor lpg. Aanpassingen aan het koelsysteem van de motor zijn niet nodig, daarnaast behoeft LPdi-techniek geen onderhoud. Ook blijft de emissiegoedkeuring (Euro-norm) ongewijzigd van kracht.

## Lpg en hoge brandstofprijzen
In de zomer en het najaar van 2005 begon lpg steeds populairder te worden, wat een rechtstreeks gevolg van de stijgende brandstofprijzen was, omdat de prijs van benzine binnen korte tijd veel toenam, terwijl de prijs van lpg gelijk bleef. De installateurs van de lpg-installaties werkten zelfs met wachttijden, omdat ze niet aan de vraag konden voldoen. In 2022 is de benzineprijs boven de 2,50 euro per liter gekomen, wat wederom zorgt voor een stijging van interesse in LPG. Kort daarna daalde de belangstelling weer, met de toenemende komst van elektrische en hybride auto's.
Afhankelijk van inbouwkosten, motorrijtuigenbelasting, voetuiggewicht en benzine/lpg-prijs, is het vaak bij ongeveer 15.000 km/jaar voordeliger om op lpg te rijden dan op benzine. Bij aanschaf van een tweedehands auto op lpg ligt deze afstand aanzienlijk lager omdat de inbouw van de lpg-installatie al is afgeschreven.
Voor auto's met een G3-lpg-installatie tot 850 kg wordt in Nederland geen extra motorrijtuigenbelasting geheven, waardoor er voor die auto's geen minimumaantal terugverdienkilometers per jaar is, en een lpg-installatie zich uiteindelijk altijd terugverdient.
Motoren van oudere auto's die niet geschikt zijn voor loodvrije benzine, kunnen niet langdurig op lpg lopen. Hier moet loodvervanger aan de benzine worden toegevoegd of er moeten klepzittingen van hard staal (stellite of inconel) in de cilinderkop worden gemonteerd.
Een G3-status wordt enkel verleend op omgebouwde auto's die qua uitstoot voldoen aan emissienorm 94/12. Praktisch betekent dit dat alle auto's vanaf 1 januari 1995 die omgebouwd zijn naar lpg in aanmerking komen voor de belastingkorting.

## Explosiegevaar
Omdat lpg(-damp) in een bepaalde verhouding met lucht gemengd explosief is (zie explosiegrens), mogen tankstations met lpg vaak niet in de directe omgeving van woningen gebouwd worden. Het transport van lpg kan gevaar opleveren. Zo ontplofte in juni 2009 een treinwagon met lpg in het Italiaanse Viareggio. Daarom probeert men dit transport te beperken.
Uit onderzoek is gebleken dat lpg-tanks in auto's dermate sterk zijn dat deze bij auto-ongelukken vrijwel nooit scheuren, in tegenstelling tot benzinetanks. Bovendien hebben lpg-tanks een voorziening die de gasstroom uit een gescheurde gasleiding afsluit. Een lpg-tank mag om veiligheidsredenen voor maximaal 80% gevuld worden.
In België was tot 8 november 2002 parkeren in ondergrondse parkeergarages bij wet verboden. Lpg is zwaarder dan lucht waardoor het bij een lek zich op de grond verzamelt. Om te voldoen aan brandveiligheidsnormen dienen parkeergarages sensoren te plaatsen in de grond, die eventuele lekken kunnen detecteren. Gezien de meerkosten van deze sensoren kiezen de meeste ondergrondse parkeergarages in België om lpg te blijven verbieden.